# ندریتی (نیک‌شهر)
خیرالدینی یا ندریتی روستایی در دهستان لاشار شمالی بخش لاشار شهرستان نیک‌شهر استان سیستان و بلوچستان ایران است.

## جمعیت
بر پایه سرشماری عمومی نفوس و مسکن در سال ۱۳۹۵ این روستا بدون جمعیت بوده‌است.